# John Ross Key (peintre)
Pour les articles homonymes, voir John Ross Key et Key.
John Ross Key, né le 16 juillet 1832 à Hagerstown dans le Maryland et mort le 24 mars 1920 à Baltimore, est un artiste américain. 

## Biographie
John Ross Key naît le 16 juillet 1832 à Hagerstown, son père meurt en 1843.
John Ross est le petit-fils de Samuel Ringgold et de Francis Scott Key,. 

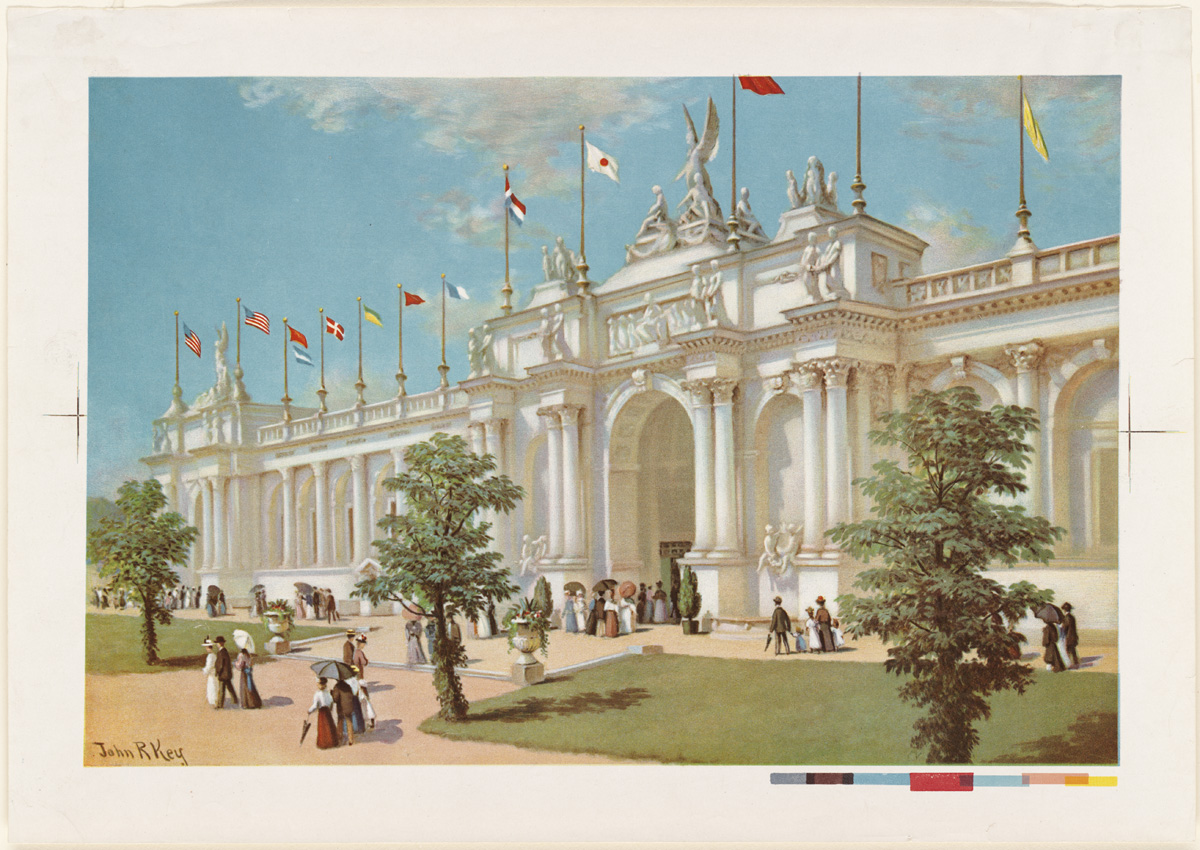
Chromolithographie du tableau de John Ross Key sur l'exposition de 1893 à Chicago.

De 1853 à 1856, il est dessinateur et cartographe pour le US Coast Survey à Washington, DC. 
En 1863, il est nommé sous-lieutenant du Corps of Engineers à Charleston, où il enregistre le siège fédéral dans ses peintures. 
En 1869, il s'installe sur la côte est et devient membre de la Society of Washington Artists et du Boston Art Club. 
De 1870 à 1873, il a un atelier à San Francisco. En mai 1871, son œuvre est exposée pour la première fois par la San Francisco Art Association. 
Après deux années d'études en Europe, Key retourne aux Etats-Unis et installe des ateliers à Boston et à New York. En 1876, son tableau The Golden Gate, San Francisco remporte une médaille d'or à l'exposition du centenaire de Philadelphie. L'année suivante, une centaine de ses tableaux sont exposés au Boston Athenæum.